# Тельбин
Те́льбин (також Те́льбін) — прісноводне озеро, розташоване на Березняках, у Дніпровському районі Києва. Є одним з найбільших озер у місті.

## Основні відомості

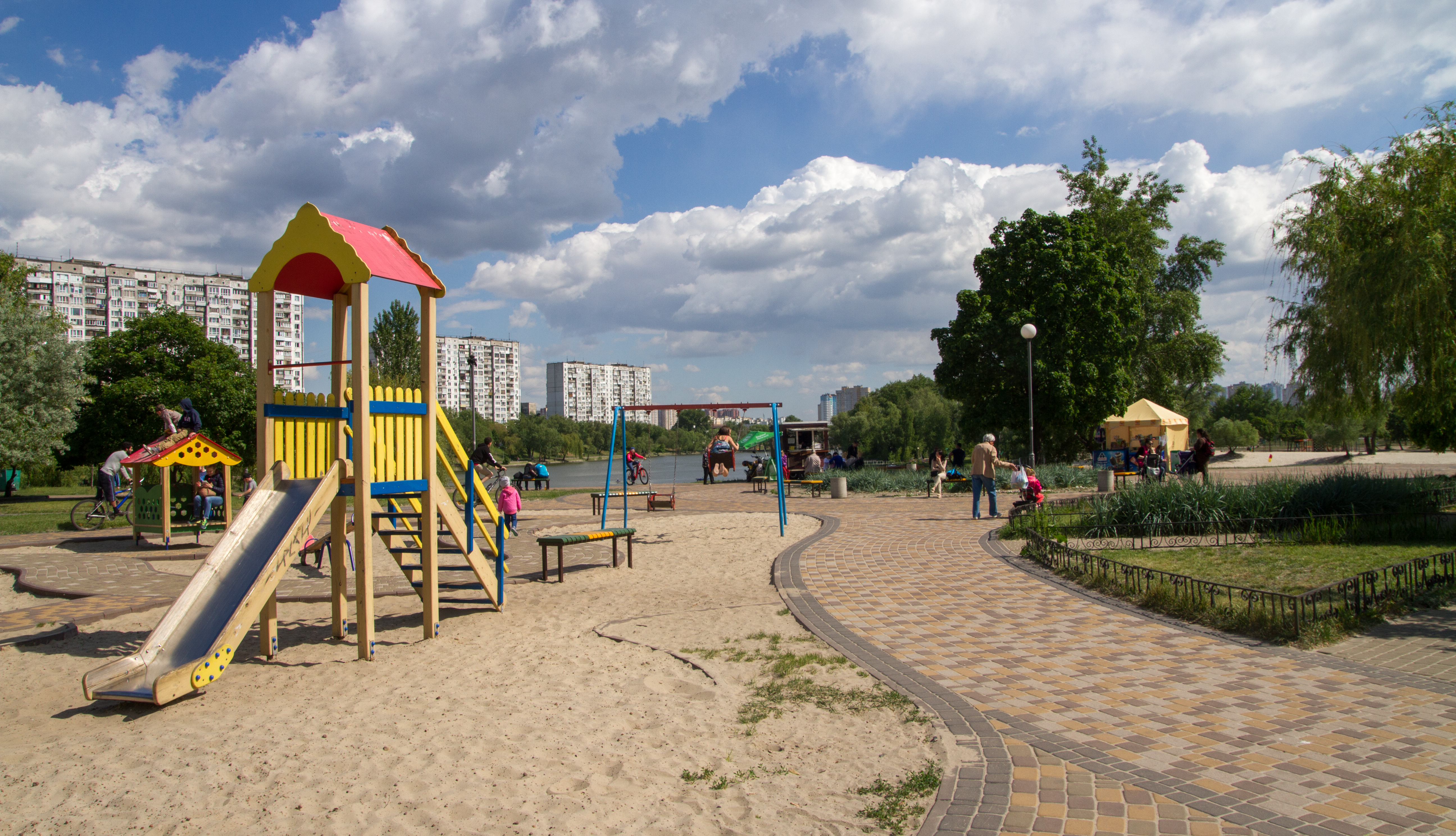
Дитячий майданчик на березі озера

Озеро знаходиться в житловому масиві Березняки, має форму, схожу на українську букву «Г». Це озеро вважається одним із найбільших в Києві. Максимальна глибина озера — 7 метрів.
В озері живуть соми, окуні, плотва та дикі качки. Поруч з озером ростуть липи, вздовж берега є бетонні доріжки. Глибина озера сягає семи метрів, а площа становить 0.1 км². Озеро привертає до себе фанатів творчості Віктора Цоя. Тут у 1986 році знімався перший короткометражний фільм про группу Кіно: Кінець канікул, режисер Сергій Лисенко. Верба, біля якої проходили зйомки фільму, має назву Дерево Цоя. Отримала статус ботанічної пам'ятки природи місцевого значення в лютому 2020 року.

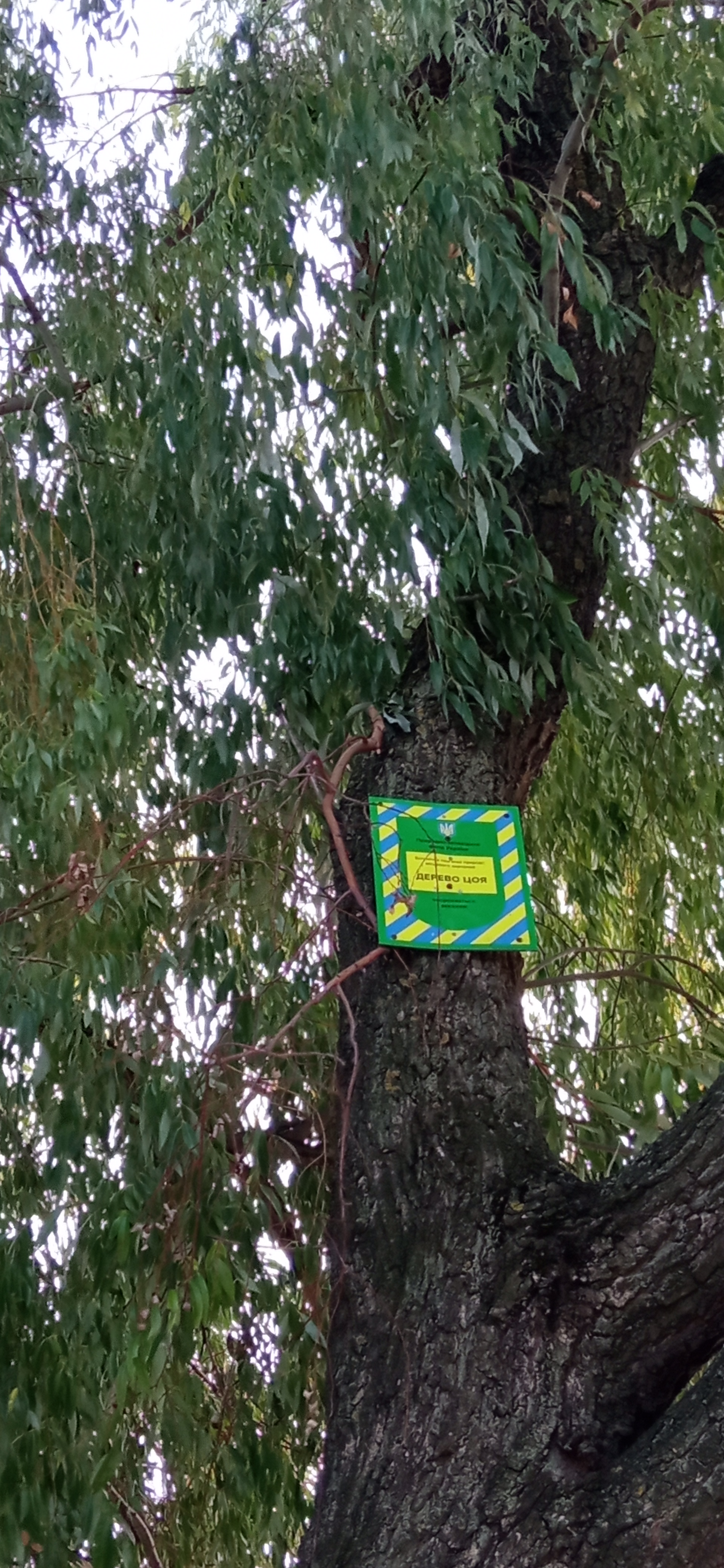
Дерево Цоя

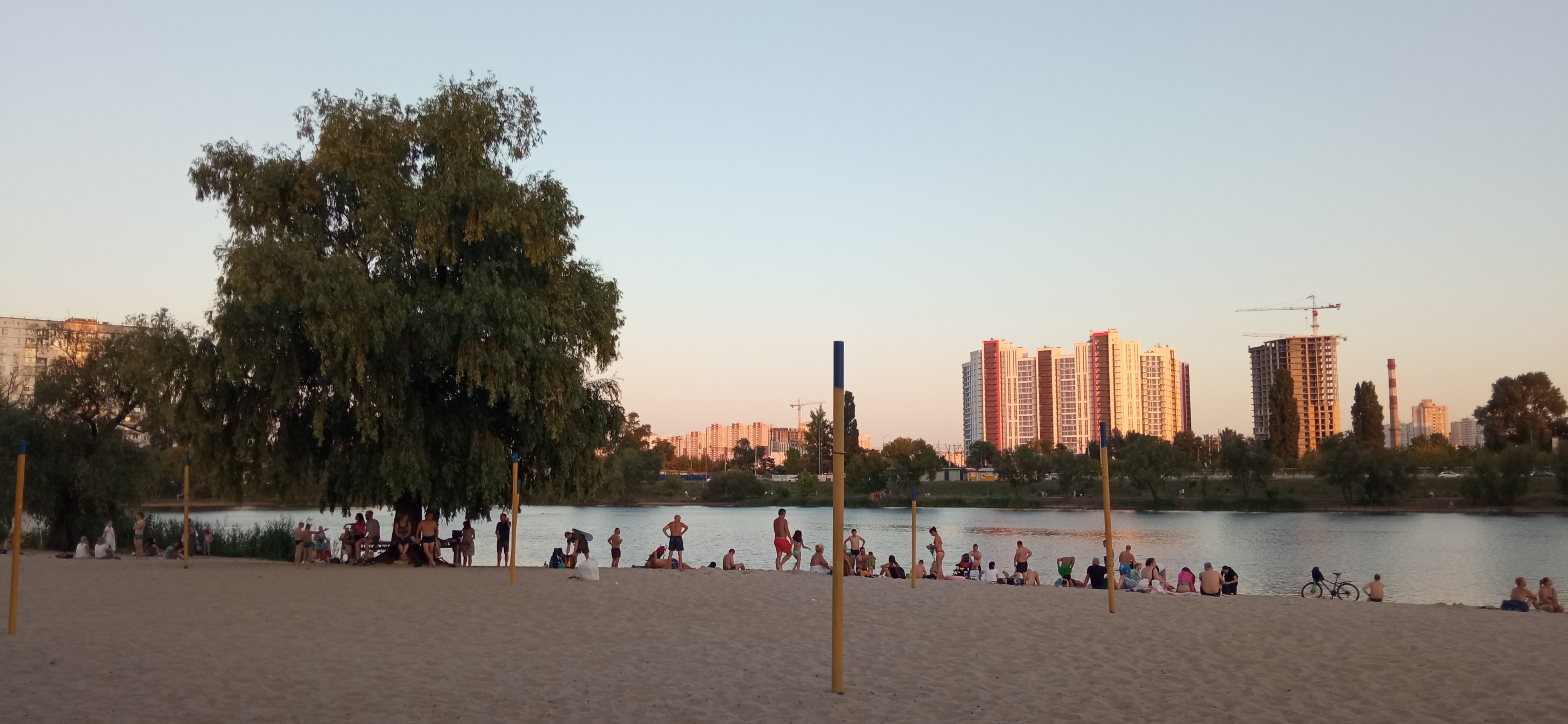
Дерево Цоя

На березі Тельбіна є дві церкви, а біля озера — обладнаний пляж, невелика частина якого огороджена.
Поблизу Тельбіна є дитячі та спортивні майданчики, а біля озера — кафе та ресторани.
Санстанція Дніпровського району брала проби води в озері, результати позитивні: вода відповідає всім стандартам. Кишкову паличку та патогенні організми в ній не виявили.

## Історія

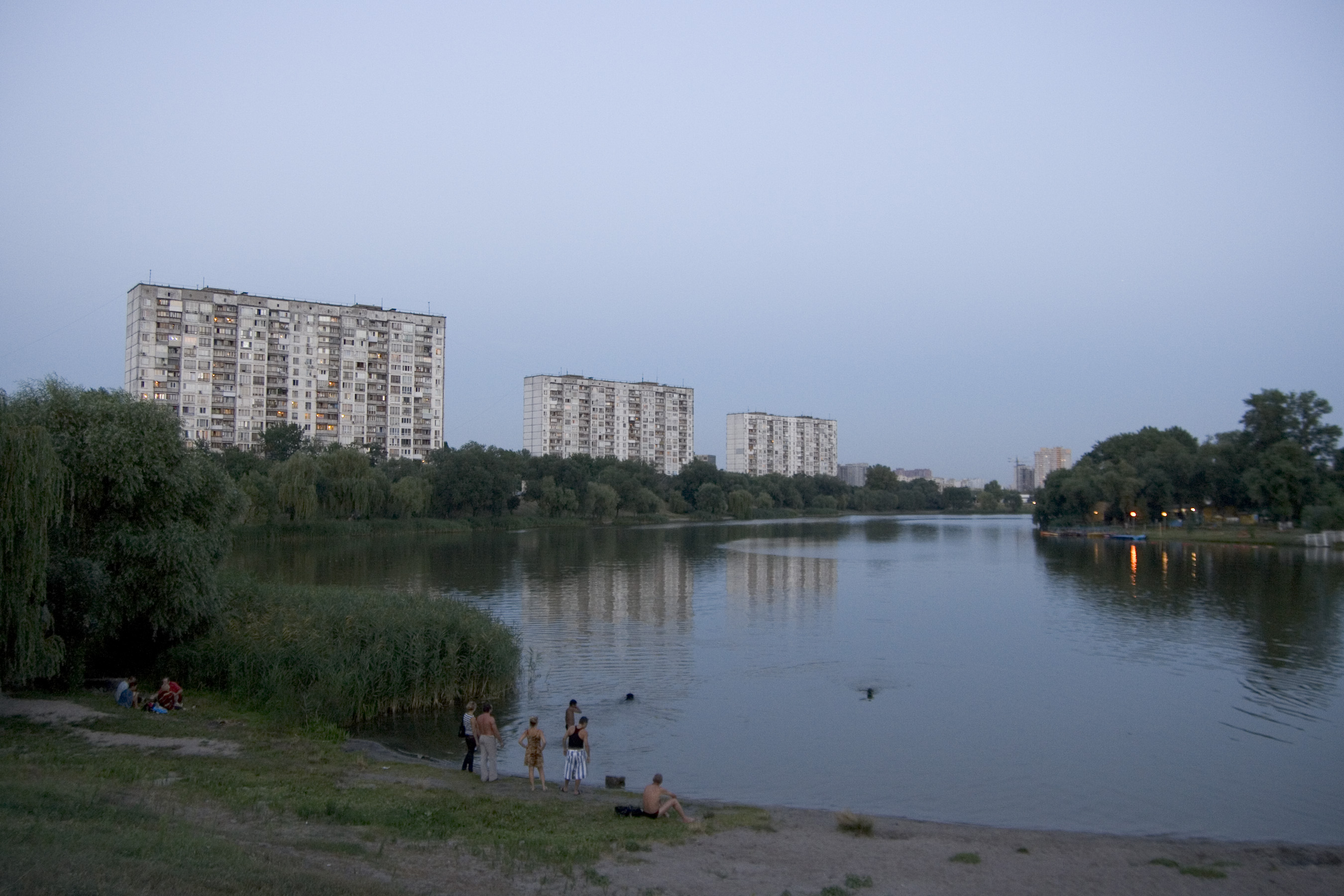
Озеро Тельбин ввечорі

Озеро відоме ще з часів Середньовіччя. Вперше озеро згадується (під назвою «Тербін») в грамоті царів Іоанна і Петра Олексійовичів від 1694 року.
У XVIII столітті на берегах озера було засновано поселення Кухмістерська Слобідка. Наприкінці XIX століття озеро Тельбин в своїй північній частині закінчувалося далеко на Русанівці, зараз від Тельбина залишилося лише 40 % його колишньої акваторії. Сучасна річка Дарниця є залишками колишнього Тельбина. У 1870 році у зв'язку з будівництвом Києво-Курської залізниці просто посеред водойми був прокладений насип, через що озеро було розділено на Тельбин та Нижній Тельбин. До побудови масиву Березняки у 1970-х роках навесні під час повеней на Дніпрі озеро з'єднувалось із ним.
Згідно з однією з версій, озеро Тельбин має таку назву, бо в ньому часто плавали нутрощі забитих тварин — тельбухи, які скидалися в озеро з місцевої бойні. За озером розташовувалася невелика Слобідка-хутір Зательбін Березняк на п'ять дворів, що й дала назву жилому масиву. У 2017 році на озері було встановлено й запущено систему аерації, яка насичує киснем воду і очищає її.

## Сусідні водойми
Нижній Тельбин — озеро у лівобережній поймі Дніпра між місцевістю Позняки та залізничною лінією Київ — Дарниця. Ці два озера колись при повенях, сполучалося з Дніпром, а нині повністю ізольовані. 
Озеро відігравало і певною мірою відіграє роль відстійника. Нині на його північному березі збудовано під'їзний шляхопровід до залізнично-автомобільний мостовий перехід через річку Дніпро

## Біота
В іхтіофауні зареєстровано наступні види: окунь, плітка, краснопірка, верховодка, лящ, плоскирка європейська, бичок пісочник, гірчак європейський. У водоймі трапляються два види черепах: черепаха європейська болотяна та червоновуха черепаха (остання інтродукований вид).
Серед птахів виявлено наступні водно-болотні види: крижень, лиска, водяна курочка, мартин жовтоногий, баклан великий, чепура велика, чапля сіра, бугайчик, коловодник лісовий, крячок річковий, очеретянка велика. Враховуючи наявність незамерзаючих ділянок на водоймі утворюються численні зграї птахів у зимовий період: мартини (звичайний, жовтоногий, зрідка морський), крижень, гоголь, лиска, пірникоза велика, крех великий   Також слід зауважити про реєстрацію на озері рідкісного для Києва птаха - плавунця плоскодзьобого  восени 2019 року. 

## Панорама
